# 下村乡 (兰陵县)
下村乡，是中华人民共和国山東省临沂市兰陵县下辖的一个乡镇级行政单位。

## 行政区划
下村乡下辖以下地区：
下村、玉桥村、双河村、杨崮前村、孔庄村、刘湖村、云峪村、下大炉村、上大炉村、杨刘河村、山河村、明山村、宝崮村、上峪村、双峪村、米峪子村、娄山村、大北庄村、苇湖村、埠阳村、宝山村、顺河村、增光峪村、三合村、上村、六合村、灰泉村、花园新村、孟家渊村、米河村、富田村、马山村和涧村。